# Gauri Lankesh

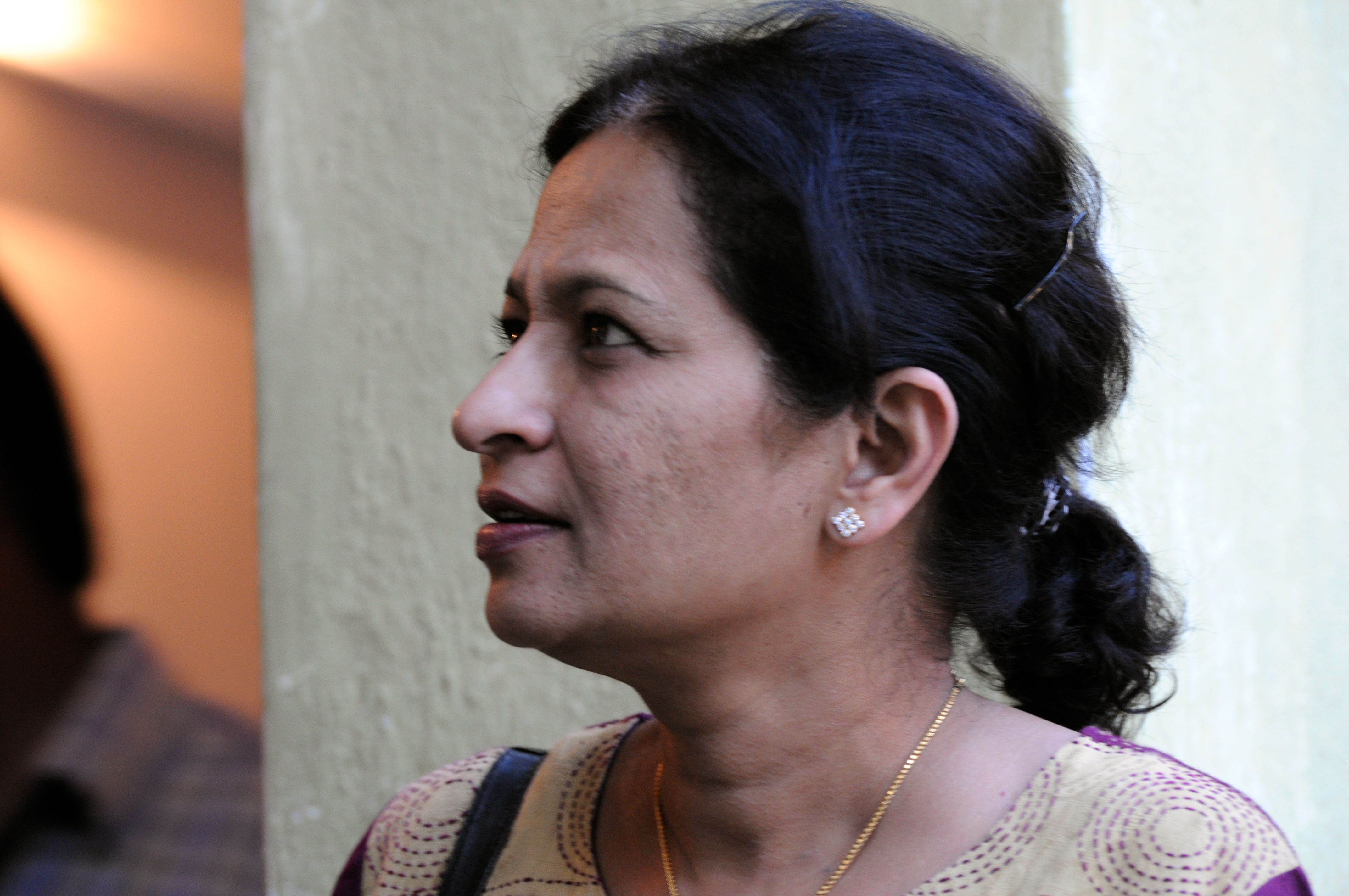
Gauri Lankesh, 2012

Gauri Lankesh (29. Januar 1962 – 5. September 2017 in Bengaluru, Karnataka) war eine indische Journalistin und Rationalistin.

## Leben
Gauri war die Tochter des Schriftstellers, Übersetzers und Journalisten P. Lankesh (1935–2000). Sie arbeitete als Herausgeberin von Lankesh Patrike, einer wöchentlichen Zeitung, die ihr Vater gegründet hatte. Im Jahr 2005 gründete sie die Zeitschrift Gauri Lankesh Patrike. Gauri trat als Kritikerin der rechtspopulistischen Hindutva-Politik der indischen Regierung in Erscheinung.
Sie wurde im September 2017 vor ihrem Haus in Bengaluru aus nächster Nähe von Unbekannten auf einem Motorrad erschossen. Zuvor waren im Internet Lügen über sie verbreitet worden. Zu Lebzeiten war sie unter anderem deshalb bedroht und verunglimpft worden. Aus Anlass des Mordes an ihr begannen Journalisten des internationalen Netzwerks Forbidden Stories ein Rechercheprojekt namens Storykillers zu Desinformation, Propaganda und Cyberangriffen auf Journalisten.
Nach dem Mord an Gauri Lankesh wurden von Aktivisten gegen den Hindu-Nationalismus spontan Demonstrationen in Delhi und Mumbai geplant.

## Ehrungen
- 2017: Anna-Politkowskaja-Preis